# Секелушешть
Секелушешть, Секелушешті (рум. Săcălușești) — село у повіті Нямц в Румунії. Входить до складу комуни Агапія.
Село розташоване на відстані 304 км на північ від Бухареста, 27 км на північ від П'ятра-Нямца, 94 км на захід від Ясс.

## Населення
За даними перепису населення 2002 року у селі проживали 647 осіб, усі — румуни. Усі жителі села рідною мовою назвали румунську.